# Рубелии
Рубелиите (Rubellii) са конническа фамилия от Тибур (днес Тиволи, Италия).
Известни с това име:
- Рубелий Бланд, учител по реторика, дядо на суфектконсула от 18 г.
- Рубелий, проконсул на провинция Крета и Кирена, син на Рубелий Бланд
- Гай Рубелий Бланд, суфектконсул 18 г.
- Рубелий Плавт (33-62 г.), син на суфектконсула от 18 г. и конкурент на император Нерон
- Луций Рубелий Гемин, консул 29 г.
- Рубелия Баса, дъщеря на Гай Рубелий Бланд, съпруга на Октавий Ленат